# Breathe Carolina
Breathe Carolina – amerykański zespół grający elektronikę pochodzący z Denver w stanie Kolorado. Założyli go w 2006 roku Kyle Even i David Schmitt.

## Historia

### Początek (2007)
Zespół został założony przez Kyle Evena i Davida Schmitta, którzy jako nastolatkowie grali w różnych grupach muzycznych w Colorado.
Wcześniej grali w swoich zespołach – Even w Rivendale, a Schmitt w As the Flood Waters Rose (później nazwany The Autobiography). Obie grupy rozpadły się z powodu zaczęcia studiów przez członków, a Kyle i David założyli Breathe Carolina.

### Odejście Kyle’a Evena (2013) i Savages
Zespół Breathe Carolina zakończył pracę nad ich czwartym albumem studyjnym i oświadczył, że zamierza wrócić do starego stylu. Savages zostało wydane 15 kwietnia 2014 roku.
15 października 2013 roku David Schmitt ogłosił przez Alternative Press, że Kyle Even odchodzi z zespołu ze względu na nowe obowiązki jako ojciec.

## Członkowie
Obecny skład:
- David Schmitt – wokal główny (2007–obecnie), keyboard, syntezator, gitara, bębny (2007–obecnie, koncerty)
- Eric Armenta – bębny, perkusja (2008–2013 koncerty, tournée, 2013–obecnie)
- Luis Bonet – DJ, keyboard, programowanie (2008–2013 koncerty, tournée, 2013–obecnie), bas (2013–obecnie)
- Tommy Cooperman – gitara, programowanie (2013–obecnie), screamo (2014–obecnie)

Byli członkowie:
- Kyle Even – screamo, wokal wspierający, keyboard, syntezator, gitara, bas, programowanie (2007–2013)
- Joshua Aragon – keyboard, gitara, bas, wokal wspierający (2007–2013 koncerty, tournée)

## Dyskografia
- 2008: It’s Classy, Not Classic
- 2009: Hello Fascination
- 2011: Hell Is What You Make It
- 2014: Savages
- 2014: Shadows
- 2014: Collide
- 2014: Chasing Hearts (Feat. Tyler Carter)
- 2015: Breathe Carolina & APEK – Anywhere But Home
- 2015: Breathe Carolina & Ryos – More Than Ever
- 2015: Breathe Carolina vs Y&V – Hero (Satellite)
- 2016: Breathe Carolina Ft Angelika Vee – RUINS
- 2016: Blasterjaxx & Breathe Carolina – Soldier ft. Tamra Keenan
- 2016: Breathe Carolina & Jay Cosmic feat. Haliene – See The Sky